# Perry Mason: Il bacio che uccide
Perry Mason: Il bacio che uccide (Perry Mason: The Case of the Killer Kiss) è un film per la televisione del 1993, diretto dal regista Christian I. Nyby II. 

## Trama
L'attrice Kris Buckner, pupilla di Perry Mason che era stato grande amico dei genitori morti in un incidente d'auto, ha molto successo grazie a una soap opera. Nel cast figura anche Mark Stratton, un attore che interpreta il ruolo del suo innamorato ma, grazie alla complicità della direzione televisiva, trama per diventare il protagonista assoluto della serie. Saputi gli ultimi sviluppi della trama da recitare e sfrattata dal suo camerino, Kris ha un violento diverbio in pubblico con Mark e annuncia di lasciare la soap. Mark non ha buoni rapporti neanche con gli altri personaggi e con la produzione. Il giorno dopo, durante una scena, Mark bacia l'attrice che interpreta l'avvocato e ha una crisi allergica. Subito chiama l'assistente di scena per andare nel suo camerino a prendere la siringa con la cura, ma quando se la inietta muore. Subito viene sospettata Kris che viene in seguito arrestata in quanto, essendo entrata negli studios alla sera era l'unica che aveva la possibilità di sostituire la siringa con una mortale. Perry Mason accorre in aiuto della Buckner e ne assume la difesa al processo dove, dopo aver scoperto un traffico di cassette pirata, dimostrerà anche chi ha veramente ucciso Stratton.

## Curiosità
- Causa la morte di Raymond Burr, questo è l'ultimo film con il personaggio di Perry Mason. Seguiranno altri quattro film tv intitolati "A Perry Mason Mystery". Al posto di Perry Mason l'avvocato protagonista è Anthony Caruso (Paul Sorvino) nel primo film e William McKenzie (Hal Holbrook) negli altri 3. Rimangono gli attori William R. Moses (Ken Malansky) e Barbara Hale (Della Street). Nei film si fa intendere che Perry Mason si trova fuori città.